# 大望桥
39°54′30″N 116°28′41″E / 39.9083331°N 116.4779898°E

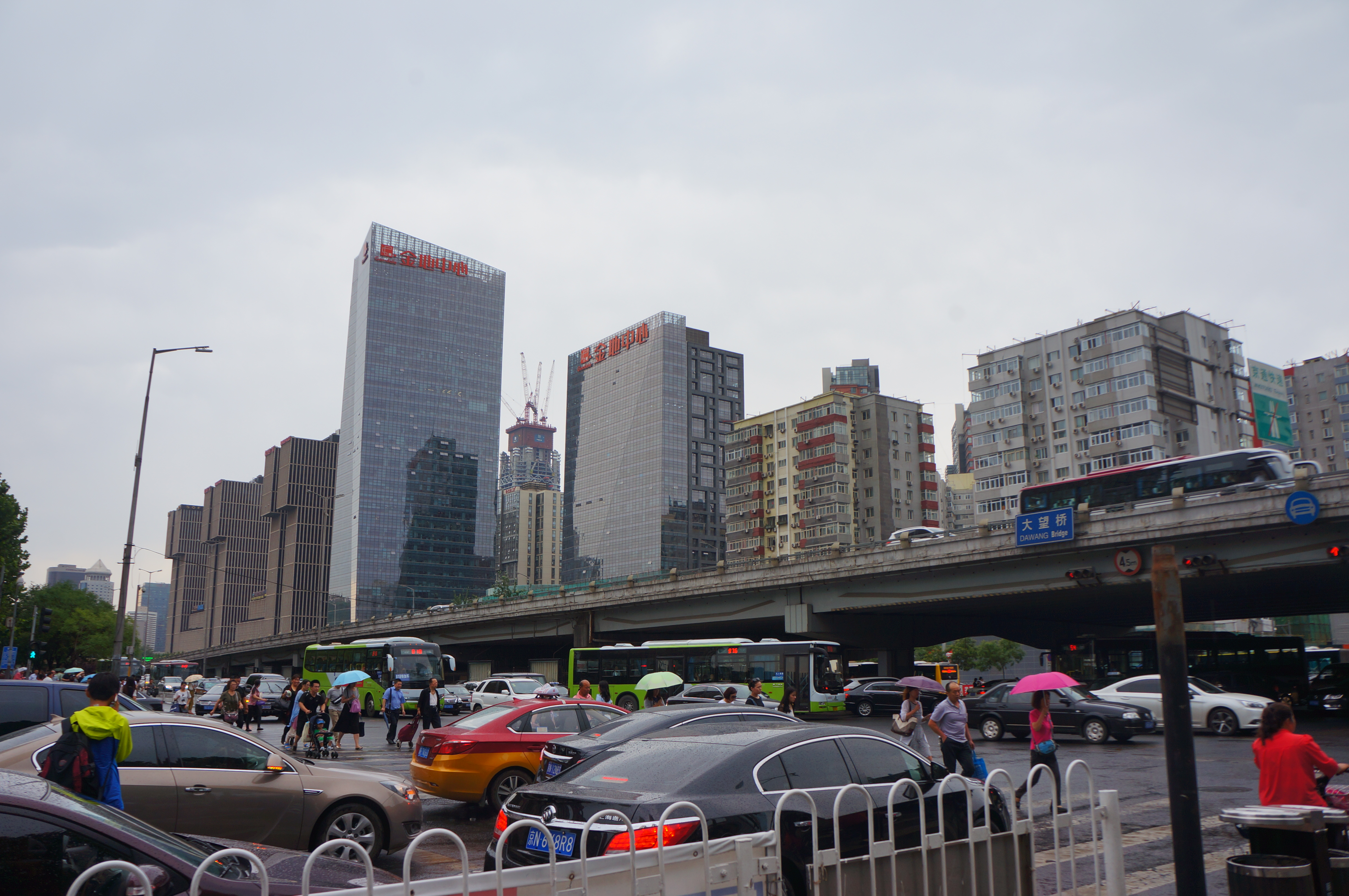
大望桥

大望桥位于北京市朝阳区，是西大望路（南北向）和建国路－京通快速路（东西向，长安街延长线）交汇处的一座立交桥。该桥是一座分离式立交桥，长288.8米，宽29.16米。于1995年建成。

## 邻近地点
- 大望路站